# 长鼻王

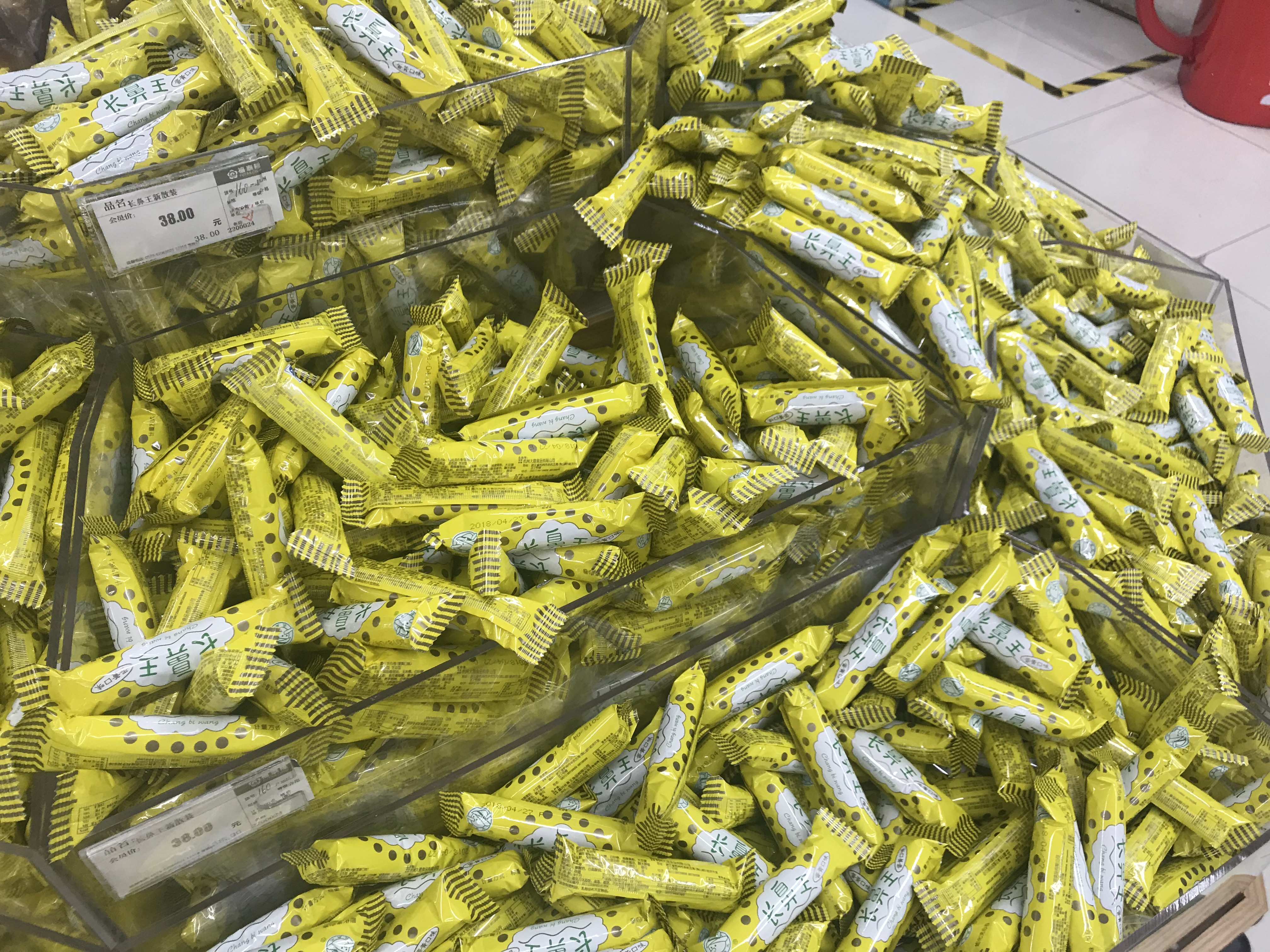
金华福泰隆超市里散秤售卖的长鼻王

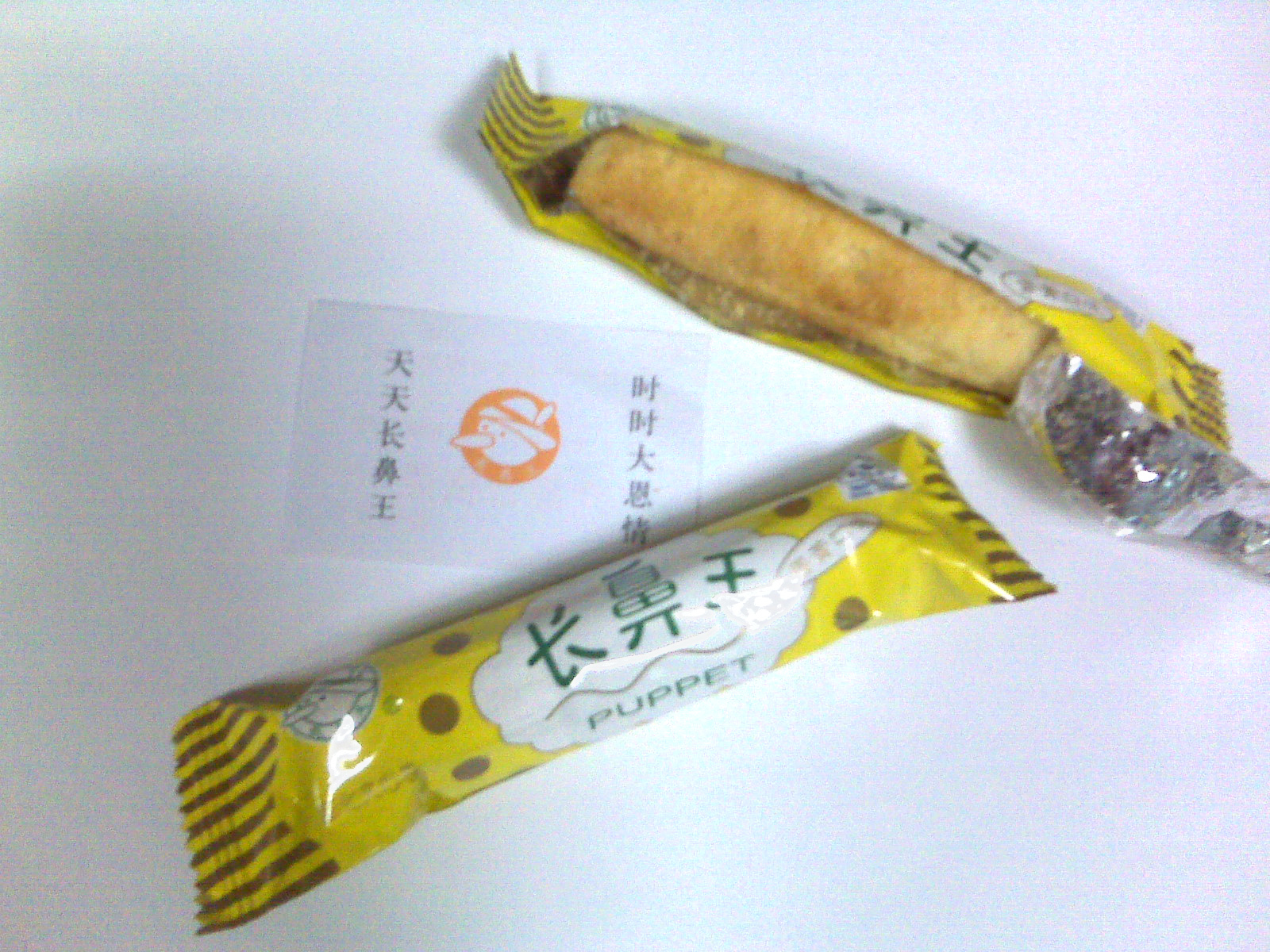
独立小包装的长鼻王

长鼻王是一种膨化夹心卷的商标名，它由台商合资的嘉兴长鼻王食品有限公司生产，台商合资杭州大恩食品有限公司经销。生活中一般都将“长鼻王”指代该产品本身。长鼻王系列产品有蛋黄（黄色）、柠檬（绿色）、椰子、草莓（粉色）四种口味，其中蛋黄口味最受人们的青睐。

## 历史
在杭州、上海等地长大的年轻人，都将长鼻王视为童年中不可或缺的零食。根据官方网站的说明，该公司从1993成立开始销售该产品，现在已经行销全国13个省、自治区和直辖市。

## 成分
根据2009年在南京销售的蛋黄口味长鼻王，其配料表如下：
大米、食用植物油、玉米、白砂糖、蛋黄粉、全脂奶粉、大豆蛋白粉、葡萄糖、酱油粉、食品添加剂（食用香料）。

## 其他信息
- 该产品保质期为9个月
- 单个包装6克
- 包装规格有420克、160克、48克三种
- 产品标准号：Q/JCS01
- 英文商品名：PUPPET （无注册商标(R)或者TM标示）

该产品的外包装写有“台湾口味”广告性标示。
如同所有在中国大陆地区销售的食品，它在销售包装上贴有“质量安全”QS标志，食品卫生许可证号：QS3304.1201.0002。